# Kevork Malikyan
Kevork Malikyan (* 2. Juni 1943 in Diyarbakır) ist ein britischer Schauspieler armenischer Abstammung aus der Türkei.
Geboren in Diyarbakır im Osten der Türkei, zog Malikyan im Alter von 10 Jahren nach Istanbul, um dort eine religiöse Ausbildung am Surp-Chatsch-Gymnasium zu erhalten. 1963 siedelt er nach London über und begann seine Theater- und Filmkarriere.
Nachdem Malikyan 1970 seine Filmpremiere mit Ein Mann jagt sich selbst gab, folgte 1989 seine bis dato bekannteste Rolle als Kazim im Film Indiana Jones und der letzte Kreuzzug. Eine lange Zeit seiner schauspielerischen Laufbahn war Malikyan in Serien und auch in Fernsehproduktionen beschäftigt. So übernahm er auch 1993 für die Serie Die Abenteuer des jungen Indiana Jones eine Rolle.
In jüngerer Zeit war sein bekanntester Film die Neuauflage von Der Flug des Phoenix, danach folgte außerhalb seiner Tätigkeit in TV-Serien noch ein Auftritt im Fernsehfilm Saddam's Tribe. Ende 2011 kehrte er endgültig nach Jahrzehnten in sein Heimatland zurück und spielte in einer türkischen Fernsehserie namens Bir Ömür Yetmez mit.
Seit Oktober 2017 mit dem Beginn der zweiten Staffel spielt Kevork Malikyan in der türkischen Serie Payitaht Abdülhamid mit.

## Filmografie (Auswahl)
- 1968: Doctor Who (Fernsehserie, 2 Folgen)
- 1968: Simon Templar (The Saint; Fernsehserie, 1 Folge)
- 1968: The Portrait of a Lady (Fernsehserie)
- 1969: Mit Schirm, Charme und Melone (The Avengers; Fernsehserie, 1 Folge)
- 1970: Ein Mann jagt sich selbst (The Man Who Haunted Himself)
- 1972: Jason King (Fernsehserie, 1 Folge)
- 1972: Adam Smith (Fernsehserie)
- 1978: 12 Uhr nachts – Midnight Express (Midnight Express)
- 1978: The Thief of Baghdad (Fernsehfilm)
- 1978–1979: Die Profis (The Professionals; Fernsehserie, 2 Folgen)
- 1979–1994: Der Aufpasser (Minder; Fernsehserie, 2 Folgen)
- 1981: Der Fluch der Sphinx (Sphinx)
- 1981: Peter and Paul (Fernsehfilm)
- 1984: Agentin mit Herz (Scarecrow and Mrs. King; Fernsehserie, 1 Folge)
- 1986: Half Moon Street
- 1988: Die vergessene Insel (Pascali's Island)
- 1989: Indiana Jones und der letzte Kreuzzug (Indiana Jones and the Last Crusade)
- 1991: Zorro – Der schwarze Rächer (Zorro; Fernsehserie, 2 Folgen)
- 1991–1993: The Bill (Fernsehserie, 2 Folgen)
- 1992: Agatha Christie’s Poirot (Fernsehserie, 1 Folge)
- 1992: Van der Valk (Fernsehserie, 1 Folge)
- 1992: Double Vision (Fernsehfilm)
- 1992: One, two, buckle my shoe (Fernsehfilm)
- 1993: Die Abenteuer des jungen Indiana Jones (The Young Indiana Jones Chronicles, Fernsehserie, 1 Folge)
- 1995: Paparazzo
- 1997: Into the Blue (Fernsehfilm)
- 2000: Am Anfang (In the Beginning, Fernsehfilm)
- 2002: Spooks – Im Visier des MI5 (Spooks; Fernsehserie, 1 Folge)
- 2003: Casualty (Fernsehserie, 1 Folge)
- 2004: Der Flug des Phoenix (Flight of the Phoenix)
- 2004: The Predator (Kurzfilm)
- 2005: Egypt (Fernsehserie)
- 2007: Saddam’s Tribe (Fernsehfilm)
- 2008, 2017: Silent Witness (Fernsehserie, 4 Folgen)
- 2012: 96 Hours – Taken 2 (Taken 2)
- 2014: Exodus: Götter und Könige (Exodus: Gods and Kings)
- 2014: The Cut
- 2016: The Promise: Die Erinnerung bleibt (The Promise)
- 2017–2018: Payitaht: Abdülhamid (Fernsehserie, 50 Folgen)
- 2020: Homeland (Fernsehserie, Folge Deception Indicated)